# Paul Taupau
Paul Taupau, né le 31 janvier 2001 à Auckland en Nouvelle-Zélande, est un footballeur international samoan. Il joue au poste de gardien de but à Franklin United.

## Biographie

### En club
Il joue aux South Auckland Rangers, club évoluant dans les divisions inférieures néo-zélandaises.
En 2022, il est transféré à Greenvale United, dans les divisions inférieures australiennes.
Un an plus tard, il fait son retour en Nouvelle-Zélande, en signant à Franklin United.

### En équipe nationale
En juin 2024, il figure dans la liste des 23 joueurs samoans retenus par Ryan Stewart pour participer à la Coupe d'Océanie 2024,,. Quelques jours plus tard, lors de cette compétition, il fait ses débuts contre la Papouasie-Nouvelle-Guinée. Titulaire lors de cette rencontre, sa sélection s'incline 1-2.